# Levanger
Levanger è un comune e una città del Trøndelag in Norvegia. Ha ricevuto lo status di città nel 1836.

## Geografia fisica
Levanger è situata nella parte centrale del paese ed è bagnata dal fiordo di Trondheim che sbocca poi nel Mare del Nord.

## Storia
Si hanno tracce di commercio nell'area di Levanger sin dall'età del ferro. La città gode di una produzione centrale, con accesso al mare e sulla strada verso Trondheim e verso la Svezia. L'industria principale è quella della legno e della produzione di carta.